# Juicio de Paris

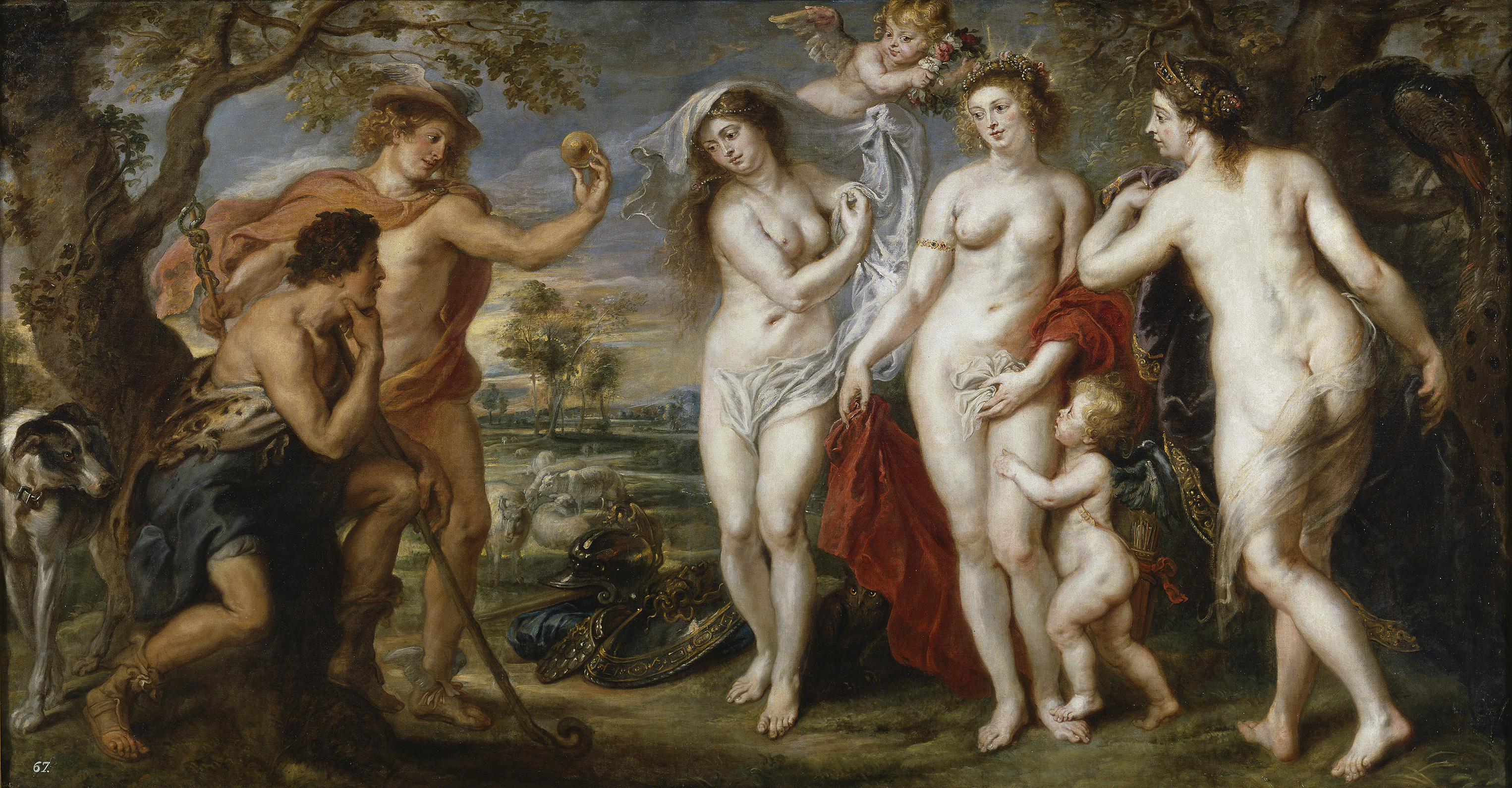
El juicio de Paris, Peter Paul Rubens, ca. 1638-1649. (Museo del Prado. Madrid).

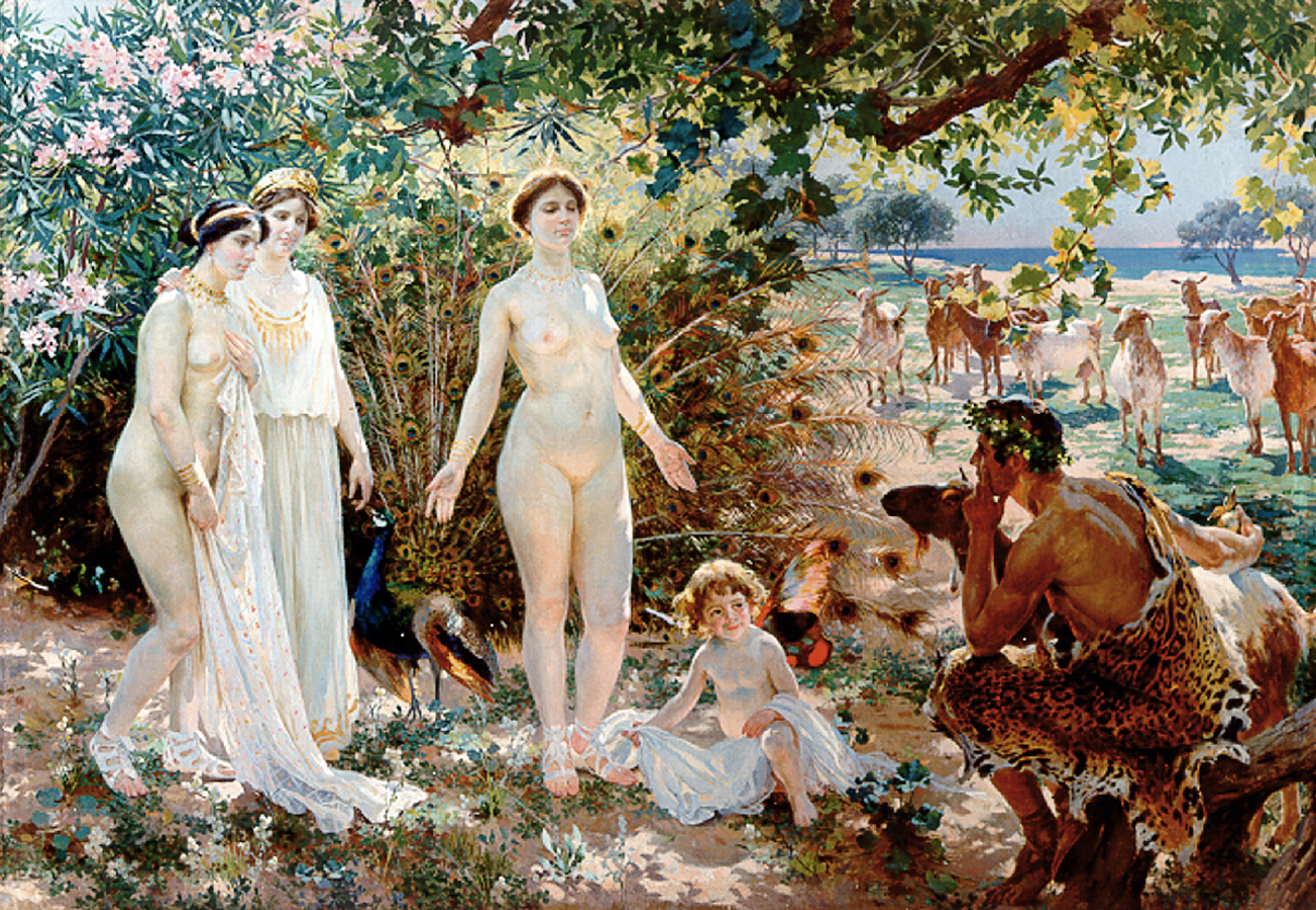
El juicio de Paris. Pintura de Enrique Simonet de 1904 (Museo de Málaga).

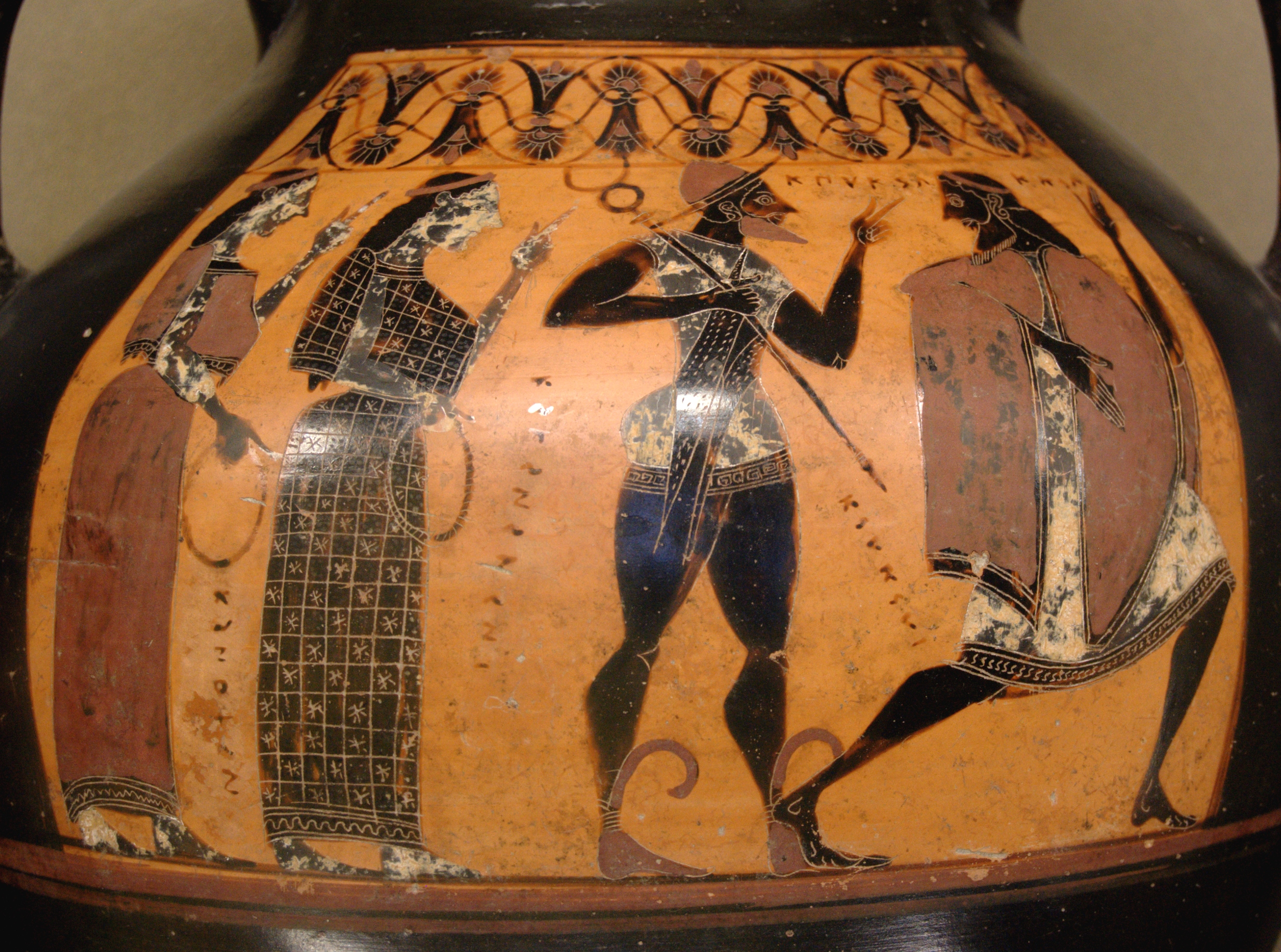
El Juicio de Paris en una cerámica del siglo VI a. C.

El juicio de Paris es una historia de la mitología griega en la que se encuentra el origen mítico de la guerra de Troya. Paris es el príncipe troyano que raptó a Helena.
Es uno de los episodios más conocidos del relato según el cual, Eris, la diosa de la discordia, molesta por no haber sido invitada, se presenta en la boda de Peleo, y deja una manzana dorada con la frase para la más bella. Tres de las diosas presentes, Hera, Atenea y Afrodita se pelean por la manzana, por lo que Zeus escoge como juez para dirimir la disputa al príncipe pastor de Troya, Paris. Las tres diosas intentan sobornarlo ofreciéndole distintos dones, pero al final elige a Afrodita, que le había prometido el amor de la mujer más bella del mundo. Esta mujer es la esposa del rey Menelao, Helena, que se enamora de Paris, quien la rapta llevándosela a Troya, lo que provoca la venganza de Menelao, desencadenando la guerra de Troya.  
Entre las muchas representaciones pictóricas de esta historia se encuentran el cuadro pintado por Lucas Cranach el Viejo (expuesto en el Museo Metropolitano de Nueva York) y los célebres cuadros de Rubens de la National Gallery de Londres (El juicio de Paris, de 1636) y del Museo del Prado de Madrid (El juicio de Paris, de 1639).

## El mito
El mito comienza con las bodas de Tetis y Peleo. Así las describiría el autor romano Ovidio en sus Metamorfosis:

En efecto, el anciano Proteo había dicho a Tetis: “diosa del mar: concibe; serás madre de un joven que en sus años de fortaleza superará las hazañas de su padre y será llamado más importante que él”. Así pues, para que el mundo no tuviese nada mayor que Júpiter, aunque en su pecho había sentido unos fuegos nada tibios, Júpiter evitó la unión con la marina Tetis y ordenó a su nieto el Eácida que los sustituyera en sus deseos y que vaya a unirse a la doncella marina […] Allí se adueña de ti Peleo, cuando yacías vencida por el sueño y, puesto que tú, pretendida con súplicas, lo rechazas, intenta la violencia anudando tu cuello con ambos brazos; y, si no hubieses recurrido a tus acostumbradas artes cambiando muy a menudo tu figura, él habría salido victorioso en su osadía; pero tú unas veces eras un ave (sin embargo, él sujetaba el ave), otras eras un pesado árbol: Peleo se adhería al árbol; la tercera forma fue la de una moteada tigresa: aterrorizado el Eácida soltó aquellos brazos del cuerpo. Y este adora a los dioses del mar con vino vertido sobre las aguas con entrañas de ganado y con humo de incienso, hasta que el vate de Cárpatos le dijo desde la mitad del abismo: “Eácida, conseguirás la boda deseada; tú al punto, cuando descanse dormida en la helada cueva, sujétala sin que se dé cuenta con lazos y con una fuerte cadena. Y que no te engañe adoptando cien figuras, antes bien oprime tú cualquier cosa que sea hasta que vuelva a adquirir la forma que fue antes”. Estas cosas había dicho Proteo y escondió su rostro en el agua y lanzó sus olas sobre las últimas palabras. Titán estaba próximo al ocaso y ocupaba el mar Hesperio con el carro que había descendido, cuando la hermosa nereida, abandonando el mar, penetra en su acostumbrado lugar de descanso. Apenas se había adueñado Peleo de los miembros virginales, ella adopta nuevas formas, hasta que se da cuenta de que sus miembros están sujetos y sus brazos extendidos en diferentes direcciones; entonces por fin lanzó un gemido y dice: “Vences no sin la voluntad de los dioses”, y se mostró como Tetis. El héroe abraza a la que se declara vencida, y se adueña de sus deseos y la llena del gran Aquiles.

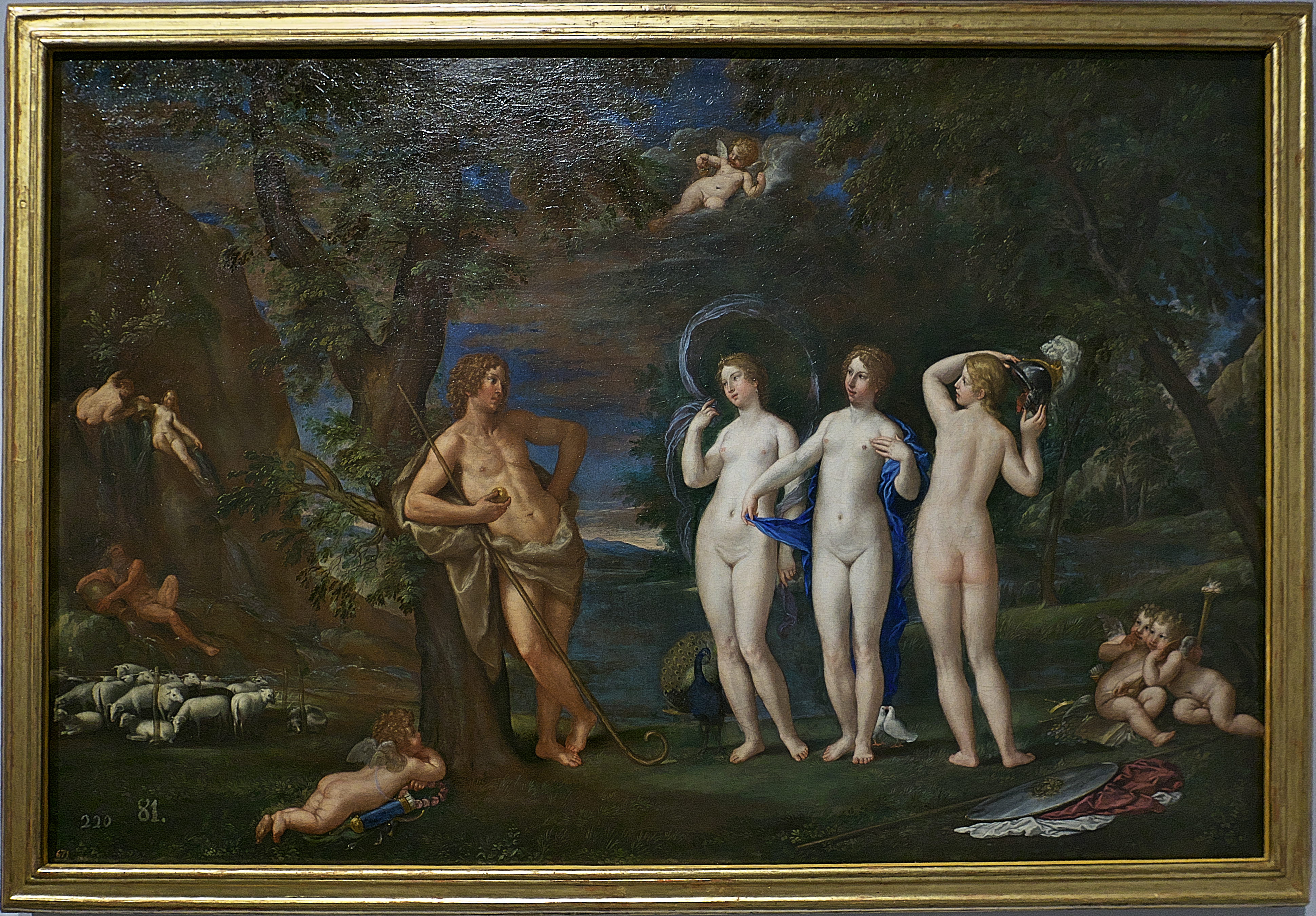
Juicio de Paris, Francesco Albani.

Eris o Eride, la diosa de la Discordia, molesta por no haber sido invitada a la boda de Peleo, a la que habían sido convidados todos los dioses, urdió un modo de vengarse sembrando la discordia entre los invitados: se presentó en el sitio donde estaba teniendo lugar el banquete, y arrojó sobre la mesa una manzana de oro, que habría de ser para la más hermosa de las damas presentes. Tres diosas (Atenea, Afrodita y Hera) se disputaron la manzana, produciéndose tan gran confusión y disputa, que hubo de intervenir el padre de todos los dioses, Zeus (Júpiter en la mitología romana).
Zeus decidió encomendar la elección a un joven mortal llamado Paris, que era hijo del rey de Troya. El dios mensajero, Hermes (Mercurio), fue enviado a buscarlo con el encargo del Juicio que se le pedía; localizó al príncipe-pastor y le mostró la manzana de la que tendría que hacer entrega a la diosa que considerara más hermosa. Precisamente por eso lo había elegido Zeus; por haber vivido alejado y separado del mundo y de las pasiones humanas. Así, se esperaba de él que su juicio fuera absolutamente imparcial.

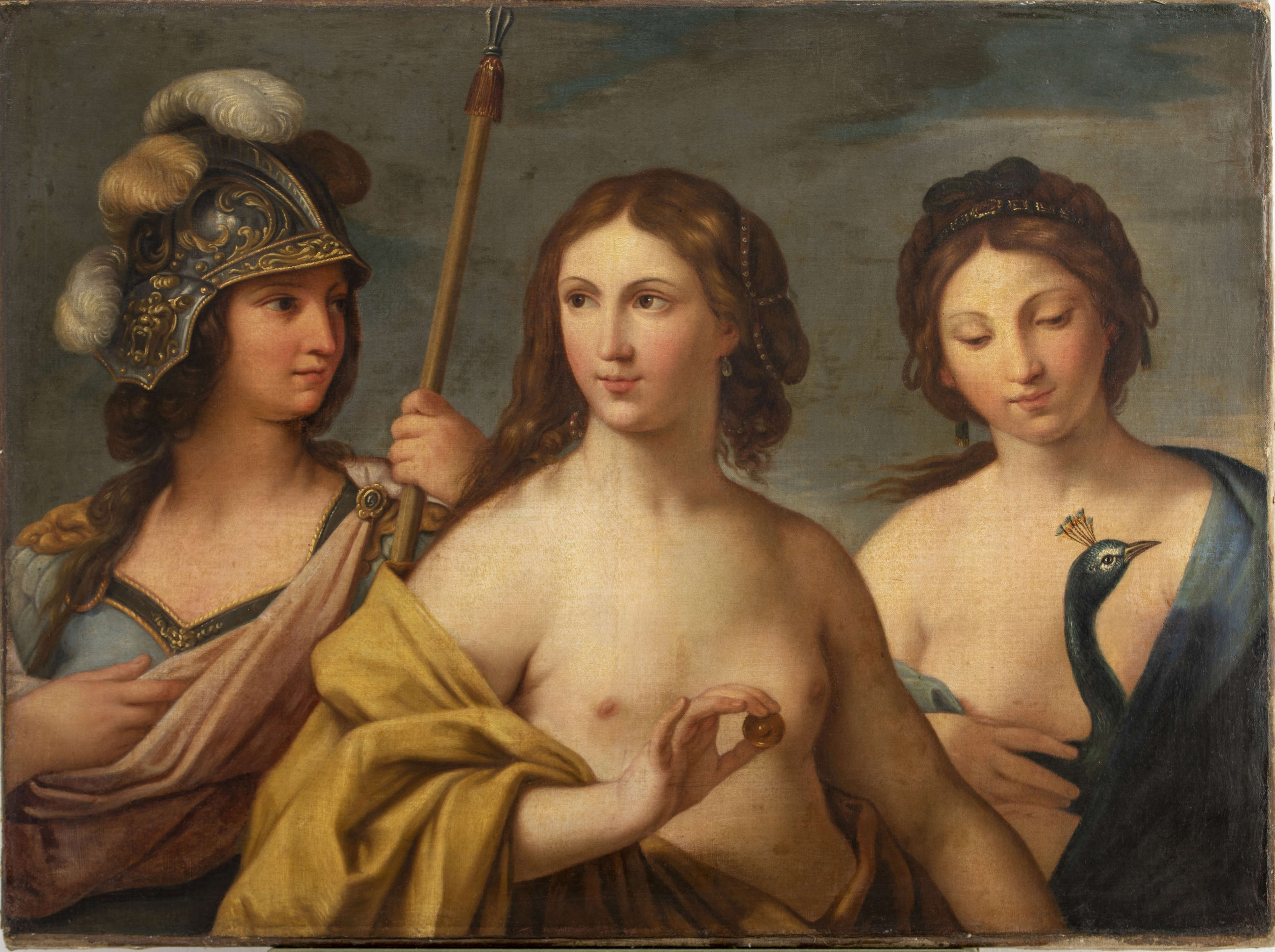
Tres diosas en el Juicio de París. Pintura de Simon Vouet.

Cada una de las diosas pretendió convencer al improvisado juez, intentando incluso sobornarlo. La diosa Hera, esposa de Zeus, le ofreció todo el poder que pudiera desear, o, también, el título de Emperador de Asia; Atenea, diosa de la inteligencia, además de serlo de la batalla, le ofreció la sabiduría o, según otras versiones, la posibilidad de vencer todas las batallas a las que se presentase; Afrodita le ofreció el amor de la más bella mujer del mundo. Se distinguen varias versiones sobre la desnudez o no de las diosas: una primera que indica que todas se desnudaron para mostrar así su belleza al mortal; una segunda que indica que únicamente lo realizó Afrodita para demostrar así su belleza; y una última que niega esta posibilidad del desnudo de las diosas. 
Paris se decidió finalmente por Afrodita, y su decisión hubo de traer graves consecuencias para su pueblo, ya que la hermosa mujer por la que Afrodita hizo crecer el amor en el pecho de Paris, era Helena, la esposa del rey de Esparta, Menelao; en ocasión del paso de Paris por las tierras de este rey, y después de haber estado una noche en su palacio, Paris raptó a la bella Helena y se la llevó a Troya.
Esto enfureció a Menelao y este convocó a los reyes aqueos como Agamenón, su hermano, que fue nombrado comandante en jefe; Odiseo, que, inspirado por Atenea, fue el que ideó el caballo de madera con el que la expedición aquea pudo por fin tomar Troya y Aquiles, entre muchos otros, para ir a recuperar a Helena o, si fuese necesario, pelear por ella en Troya, hecho que glosa Homero en la Ilíada.

## Interpretaciones

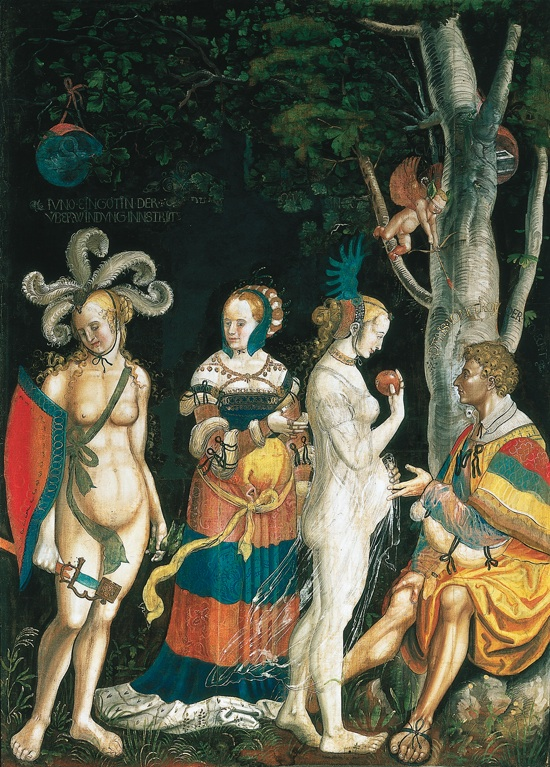
El juicio de Paris, de Niklaus Manuel, Museo de Arte de Basilea (c. 1516-1528).

El relato puede ser visto como una serie racionalizada de causas y consecuencias episódicas que ha sido desarrollada para encajar dentro de un marco temporal humano y para explicar un momento de epifanía que ocurre fuera del tiempo en un momento suspendido que los artistas intentaron recapturar en un icono: un mortal felizmente afortunado se enfrenta a una trinidad de diosas y un regalo trascendente, la «manzana», es intercambiado. El relato parece ser el resultado de interpretar una imagen icónica arcaica representando el momento extático, que lógicamente debe haber sido precedido por la historia inventada para explicarlo. En el nivel cultural arcaico anterior al relato, regalos de este tipo, como la granada que la diosa ofrece en los sellos minoicos, proceden de las diosas. El relato clásico del Juicio de Paris es un ejemplo de inversión mítica, en la que la manzana pasa a ser de él para recompensar. Alternativamente, visto puramente como narrativa, tal como se relata en la Mitología de Bulfinch, es simplemente un episodio amoral en el que la causa de una sangrienta guerra gira en torno a una aventura trivial, para deshonor de los griegos.
El mitema del Juicio de Paris ofreció naturalmente a los artistas la oportunidad de retratar tres mujeres desnudas idealmente hermosas, como en una especie de concurso de belleza, pero el mito, al menos desde Eurípides, trata más sobre la elección de los dones que cada diosa personifica: el subtexto del soborno es irónico y un ingrediente posterior.
En cada alusión al Juicio de Paris o versión del mismo, un aspecto de la estancia de Paris como pastor exiliado que nunca se relaciona con la explicación del momento crucial es su relación con la nutricia ninfa del monte Ida: Enone.